# Pugmil
Pugmil este un oraș în Tocantins (TO), Brazilia.